# Hector Bresson
Pour les articles homonymes, voir Bresson.
Marie-Stanislas-Hector Bresson (15 février 1794 à Darney - 13 mai 1843 à Paris) est un haut fonctionnaire et homme politique français.

## Biographie
Fils de Pierre Joseph Stanislas Bresson (1758-1831) procureur syndic au district de Darney, Hector Bresson est le neveu de Jean-Marie-François Bresson (1760-1832), le conventionnel girondin, entré en 1800 au ministère des Affaires étrangères où il sert d’agent à Talleyrand. Grâce à la protection de son oncle, Hector Bresson est d’abord employé au ministère des Affaires étrangères sous la Restauration, puis il devient entrepositaire des tabacs à Remiremont.
A la faveur de la Révolution de 1830 il se lance dans une carrière politique : tout dévoué au gouvernement de juillet, il est pour la première fois élu député du 4e collège électoral des Vosges (Remiremont), le 5 juillet 1831. Il vote avec la majorité, notamment pour la condamnation du journal La Tribune (1833), et obtient sa réélection dans le même collège, le 21 juin 1834 ; il vote les lois sur la presse de septembre 1835, de dotation et de disjonction. 
Nommé en 1836 intendant civil en Algérie, Bresson doit se représenter devant ses électeurs, qui, le 9 août 1836, le renvoient à la Chambre.
Il est encore réélu, le 4 novembre 1837, et se montre, en toute occasion, l'ami fidèle du gouvernement Molé, qui le fait directeur des forêts de septembre 1838 à juin 1839, à la place de Legrand. 
Il est réélu député le 22 octobre 1838, puis aux élections législatives 2 mars 1839.
Dans le cours de cette nouvelle législature, le troisième gouvernement Soult d'octobre 1840, promeut Bresson directeur général des forêts à la place de Legrand qui prend la direction générale des Contributions directes ; il occupe ce poste jusqu'à son décès, remplacé à nouveau par Legrand,. 
Il est confirmé à nouveau dans son mandat de député, le 11 avril 1840, et réélu pour la dernière fois lors du renouvellement du 9 juillet 1842. Il meurt peu de mois après l'ouverture de cette dernière législature le 13 mai 1843. Bresson a régulièrement voté avec la majorité conservatrice.

## Sources
- « Hector Bresson », dans Adolphe Robert et Gaston Cougny, Dictionnaire des parlementaires français, Edgar Bourloton, 1889-1891 [détail de l’édition]